# Campionato Internazionale 1924-1925
La stagione 1924-1925 è stato il quindicesimo Campionato Internazionale, e ha visto campione l'Hockey Club Rosey-Gstaad.

## Gruppi

### Serie Est

#### Classifica
| Posizione | Squadra                 | G | V | N | P | GF | GF | DR  | Punti | Osservazioni            |
| --------- | ----------------------- | - | - | - | - | -- | -- | --- | ----- | ----------------------- |
| 1.        | Davos                   | 2 | 2 | 0 | 0 | 10 | 1  | 9   | 4     | Qualificato alla finale |
| 2.        | St. Moritz              | 2 | 1 | 0 | 1 | 4  | 3  | 1   | 2     |                         |
| 3.        | Akademischer EHC Zürich | 2 | 0 | 0 | 2 | 0  | 10 | -10 | 0     |                         |

#### Risultati
| Davos 24/25 gennaio 1925 | Akademischer EHC Zürich | 0 – 7 referto | Davos |  |

| Davos 24/25 gennaio 1925 | Davos | 3 – 1 referto | St. Moritz |  |

| Davos 24/25 gennaio 1925 | Akademischer EHC Zürich | 0 – 3 referto | St. Moritz |  |

### Serie Ovest

#### Classifica
| Posizione | Squadra         | G | V | N | P | GF | GF | DR | Punti | Osservazioni            |
| --------- | --------------- | - | - | - | - | -- | -- | -- | ----- | ----------------------- |
| 1.        | Rosey-Gstaad    | 2 | 2 | 0 | 0 | 6  | 4  | 2  | 4     | Qualificato alla finale |
| 2.        | Bellerive Vevey | 2 | 1 | 0 | 1 | 4  | 4  | 0  | 2     |                         |
| 3.        | Château-d'Œx    | 2 | 0 | 0 | 2 | 1  | 3  | -2 | 0     |                         |

#### Risultati
| Château-d'Oex 18 gennaio 1925 | Rosey-Gstaad | 2 – 1 referto | Château-d'Œx |  |

| Château-d'Oex 18 gennaio 1925 | Bellerive Vevey | 1 – 0 referto | Château-d'Œx |  |

| Château-d'Oex 18 gennaio 1925 | Rosey-Gstaad | 4 – 3 referto | Bellerive Vevey |  |

## Finale
| 8 febbraio 1925 | Davos | 1 – 2 referto | Rosey-Gstaad |  |

## Verdetti
| Campionato Nazionale 1924-1925 | Campionato Nazionale 1924-1925 |
| ------------------------------ | ------------------------------ |
| Campionato Internazionale      | Rosey-Gstaad                   |